# Encentrum caratum
Encentrum caratum är en hjuldjursart som beskrevs av Myers 1933. Encentrum caratum ingår i släktet Encentrum och familjen Dicranophoridae. Inga underarter finns listade i Catalogue of Life.